# Ville-Marie (ciudad)
Ville-Marie es una ciudad de la provincia de Quebec en Canadá. Está ubicada en el municipio regional de condado de Témiscamingue y a su vez, en la región administrativa de Abitibi-Témiscamingue.

## Geografía
Ville-Marie se encuentra ubicada en las coordenadas 47°20′00″N 79°26′00″O / 47.33333, -79.43333. Según Statistique Canada, tiene una superficie total de 6,11 km² y es una de las 1134 municipalidades en las que está dividido administrativamente el territorio de la provincia de Quebec.

## Política
Ville-Marie es la sede del MRC de Témiscamingue. El consejo municipal es compuesto por seis consejeros sin división territorial. El alcalde actual (2015) es Bernard Flebus. El territorio de Ville-Marie forma parte de las circunscripciones electorales de Rouyn-Noranda–Témiscamingue a nivel provincial y de Abitibi—Temiscamingue a nivel federal.

## Demografía
Según el censo de Canadá de 2011, había 2595 personas residiendo en esta ciudad con una densidad de población de 424,8 hab./km². Los datos del censo mostraron que de las 2696 personas censadas en 2006, en 2011 hubo una disminución poblacional de 101 habitantes (-3,7%). El número total de inmuebles particulares resultó de 1238 con una densidad de 202,62 inmuebles por km². El número total de viviendas particulares que se encontraban ocupadas por residentes habituales fue de 1206.
Evolución de la población total, 1991-2014